# Ornella Oettl Reyes
Ornella Oettl Reyes (München, 14 december 1991) is een Peruviaanse alpineskiester. Ze nam tweemaal deel aan de Olympische Winterspelen, maar behaalde geen medaille.  Oettl Reyes werd in Duitsland geboren uit een Peruviaanse moeder, maar nam in 2010 de Peruviaanse nationaliteit aan.  

## Carrière
Oettl Reyes nam nog nooit deel aan een wereldbekermanche. 
In 2010 maakte ze, samen met haar broer Manfred Oettl Reyes, deel uit van de Peruviaanse selectie voor de Olympische winterspelen. Het was meteen ook de eerste maal dat Peru deelnam aan de Olympische winterspelen. Ze nam deel aan de slalom en de reuzenslalom maar in geen van beide disciplines haalde ze de finish.
In 2014 nam Oettl Reyes opnieuw deel aan de Olympische winterspelen. Op de reuzenslalom eindigde ze op de 57e plaats.

## Resultaten

### Wereldkampioenschappen
| Jaar | Plaats                 | Resultaten                   |
| ---- | ---------------------- | ---------------------------- |
| 2011 | Garmisch-Partenkirchen | 70e Reuzenslalom DSQ1 slalom |
| 2013 | Schladming             | 65e Slalom DSQ1 Reuzenslalom |
| 2015 | Vail/Beaver Creek      | DNF1 Slalom 71e Reuzenslalom |
| 2017 | Sankt Moritz           | DNF1 Slalom 68e Reuzenslalom |
| 2019 | Åre                    | DNF1 Slalom 75e Reuzenslalom |

### Olympische Spelen
| Jaar | Plaats    | Resultaten                    |
| ---- | --------- | ----------------------------- |
| 2010 | Vancouver | DNF2 Slalom DNF2 Reuzenslalom |
| 2014 | Sotsji    | 57e Reuzenslalom DNF1 Slalom  |